# OB訪問
OB訪問（オービーほうもん）とは、主に大学生が就職活動を行うときに情報収集の一環として行う行為。自分の大学のOBを訪問することからそう呼ばれる。訪問相手が女性（OG）ならOG訪問という。

## 概要

### 大学生
大学3年の秋口から行うことが多い。自分が就職を希望する企業に、自分の大学のOB・OGが在籍しているか調べたうえで、その企業または本人に訪問の依頼をする流れが一般的である。企業の中には、セミナーの一環としてOB・OG訪問の機会を設けているところも存在する。
OB・OG訪問は1時間程度の時間を要するため、喫茶店やレストラン等、長時間滞在できる場所で行われることが多い（企業が機会を提供している場合は、その企業の建物内で行うこともある）。
OB訪問のマッチングサービス
所属大学に関係なく社会人への訪問を行えるマッチングサービスも存在する。
個人情報保護との関係
個人情報保護法の施行に伴い、大学や個人に対してOB・OGの連絡先を開示しない企業も存在する。

## 批判・性被害
OBを名乗る男性によって、就職活動中の若い女性に「情報や斡旋・優先の対価」と称して自宅・ホテルなど個室連れ込み、性行為要求、合コン参加要求、ストーカーのようにしつこいLINE連絡などがセクシャル・ハラスメントが多く行われていることに批判がある。さらに「OBを名乗る男性」が退職者だった場合、人事権を持つ立場ではなかった場合、そもそもOBであること自体が嘘な場合など、「対価」が嘘などより悪質な場合がある。